# Dave Burrows
David James "Dave" Burrows, född 11 januari 1949, är en kanadensisk före detta professionell ishockeyback som tillbringade tio säsonger i den nordamerikanska ishockeyligan National Hockey League (NHL), där han spelade för Pittsburgh Penguins och Toronto Maple Leafs. Han producerade 164 poäng (29 mål och 135 assists) samt drog på sig 373 utvisningsminuter på 724 grundspelsmatcher.
Han spelade även för Portland Buckaroos i Western Hockey League (WHL); Dallas Black Hawks i Central Hockey League (CHL) samt St. Catharines Black Hawks i OHA-Jr.

## Statistik
| 1967–1968      | St. Catharines Black Hawks | OHA-Jr.        | 9   | 0  | 3   | 3   | 4   | 5  | 0 | 0 | 0 | 0  |
| 1968–1969      | St. Catharines Black Hawks | OHA-Jr.        | 54  | 3  | 16  | 19  | 36  | 18 | 1 | 4 | 5 | 12 |
| 1969–1970      | Dallas Black Hawks         | CHL            | 69  | 4  | 9   | 13  | 45  | —  | — | — | — | —  |
|                | Portland Buckaroos         | WHL            | —   | —  | —   | —   | —   | 11 | 1 | 2 | 3 | 6  |
| 1970–1971      | Dallas Black Hawks         | CHL            | 67  | 1  | 11  | 12  | 49  | 10 | 0 | 2 | 2 | 4  |
| 1971–1972      | Pittsburgh Penguins        | NHL            | 77  | 2  | 10  | 12  | 48  | 4  | 0 | 0 | 0 | 4  |
| 1972–1973      | Pittsburgh Penguins        | NHL            | 78  | 3  | 24  | 27  | 42  | —  | — | — | — | —  |
| 1973–1974      | Pittsburgh Penguins        | NHL            | 71  | 3  | 14  | 17  | 30  | —  | — | — | — | —  |
| 1974–1975      | Pittsburgh Penguins        | NHL            | 78  | 2  | 15  | 17  | 49  | 9  | 1 | 1 | 2 | 12 |
| 1975–1976      | Pittsburgh Penguins        | NHL            | 80  | 7  | 22  | 29  | 51  | 3  | 0 | 0 | 0 | 0  |
| 1976–1977      | Pittsburgh Penguins        | NHL            | 69  | 3  | 6   | 9   | 29  | 3  | 0 | 2 | 2 | 0  |
| 1977–1978      | Pittsburgh Penguins        | NHL            | 67  | 4  | 15  | 19  | 24  | —  | — | — | — | —  |
| 1978–1979      | Toronto Maple Leafs        | NHL            | 65  | 2  | 11  | 13  | 28  | 6  | 0 | 1 | 1 | 7  |
| 1979–1980      | Toronto Maple Leafs        | NHL            | 80  | 3  | 16  | 19  | 42  | 3  | 0 | 1 | 1 | 2  |
| 1980–1981      | Toronto Maple Leafs        | NHL            | 6   | 0  | 0   | 0   | 2   | —  | — | — | — | —  |
|                | Pittsburgh Penguins        | NHL            | 53  | 0  | 2   | 2   | 28  | 1  | 0 | 0 | 0 | 0  |
| NHL totalt     | NHL totalt                 | NHL totalt     | 724 | 29 | 135 | 164 | 373 | 29 | 1 | 5 | 6 | 25 |
| CHL totalt     | CHL totalt                 | CHL totalt     | 136 | 5  | 20  | 25  | 94  | 10 | 0 | 2 | 2 | 4  |
| OHA-Jr. totalt | OHA-Jr. totalt             | OHA-Jr. totalt | 63  | 3  | 19  | 22  | 40  | 23 | 1 | 4 | 5 | 12 |